# Cerkev sv. Vida, Videm pri Ptuju
Cerkev sv. Vida stoji v Vidmu pri Ptuju. Je župnijska cerkev Župnije Sv. Vid pri Ptuju.
Stranski oltar svetega Roka je izdelan v baročnem slogu in je kot tak najdragocenejši v tej cerkvi. Na njem so kipi svetega Jožefa, svetega Antona Padovanskega, svetega Nikolaja in svetega Urbana. V sredi zgoraj je Devica Marija z Detetom. Nasproti temu je Marijin oltar, ki je novejše delo Sojča iz leta 1939. Pod tem oltarjem so shranjene relikvije mučenca svetega Donata, ki so jih Videmčani dobili iz Rima leta 1750. Relikvije so z ročnim delom okrasile sestre Magdalenke iz Studenic. Križev pot je delo akademskega slikarja Janeza Mežana, profesorja s Ptuja. V ladji sta ob strani kipa Srca Jezusovega in Device Marije z Detetom. V cerkvi je električna razsvetljava že od leta 1939. Cerkveni stolp je pokrit s pločevino, je štirioglat in je visok 25 metrov. V stolpu sta dva zvonova iz leta 1947. Večji tehta 900, manjši pa 450 kilogramov. Posvetil ju je tedanji pomožni škof Maksimilijan Držečnik. Zvonova je vlila zagrebška tvrdka Lebiš Kvirin. Na velikem zvonu je napisano: »Iz srednjeveškega prelit in povečan, naj živim oznanjam, mrtvim pozvanjam v spomin.« Na manjšem pa je zapisano: »V zahvalo Materi Božji in M. Slomšku za srečno vrnitev iz pregnanstva leta 1941–1945 p. Danijel Tomšič, župnik – vikar.«
Sedanja cerkev, ki se je pričela graditi leta 1445 in je bila posvečena leta 1498, je dolga 27 metrov, široka 7 metrov, visoka v prezbiteriju 10 metrov, v ladji 8 metrov in ima tri oltarje: glavni oltar svetega Vida je novejšega datuma, izdelan od mariborskega kiparja Sojča. Ima umetniško izdelan tabernakelj. Oltar je iz lesa. Prav tako kipi svetega Vida, svetega Jožefa in svetega Janeza Krstnika.

## Posvetitev cerkve
11. avgusta 1760 je goriški nadškof Karl Mihael grof Attems posvetil cerkev. V prednji oltar je vložil svetinje mučenk svete Generoze in Verekunde. Za spomin posvečenja cerkve ali »žegnanjsko nedeljo« je določil drugo nedeljo po prazniku svetega Janeza Krstnika.